# Ōnan
Ōnan (japanska: 邑南町?, Ōnan-chō) är en landskommun (köping) i Shimane prefektur i Japan. Kommunen bildades 2004 genom en sammanslagning av kommunerna Iwami, Mizuho och Hasumi.